# ジェロニモス修道院
ジェロニモス修道院（葡: Mosteiro dos Jerónimos）は、ポルトガルの首都リスボンのベレン地区にある修道院であり、世界遺産「リスボンのジェロニモス修道院とベレンの塔」の構成資産のひとつである。マヌエル様式の最高傑作ともいわれ、大航海時代の富をつぎ込んで建築された。
付近には同じく世界遺産であるベレンの塔や発見のモニュメントが存在する。
2007年12月13日に、リスボン条約の調印式が行われた場所でもある。

## 歴史
ヴァスコ・ダ・ガマによるインド航路開拓および、エンリケ航海王子の偉業を称え、1502年にマヌエル1世によって着工され、1511年に回廊など大部分が完成したものの、その後、マヌエル1世の死やスペインとポルトガルの同君連合による中断等もあり、最終的な完成には300年ほどかかっている。
その建築資金は最初バスコ・ダ・ガマが持ち帰った香辛料の売却による莫大な利益によって賄われ、その後も香辛料貿易による利益によって賄われた。

## 構造
- サンタマリア教会
  - 南門
  - 西門
    - 西門から入ってすぐの所に、ヴァスコ・ダ・ガマとルイス・デ・カモンイスの棺が安置されている。
- 回廊
- 国立考古学博物館
- 海洋博物館

## ギャラリー

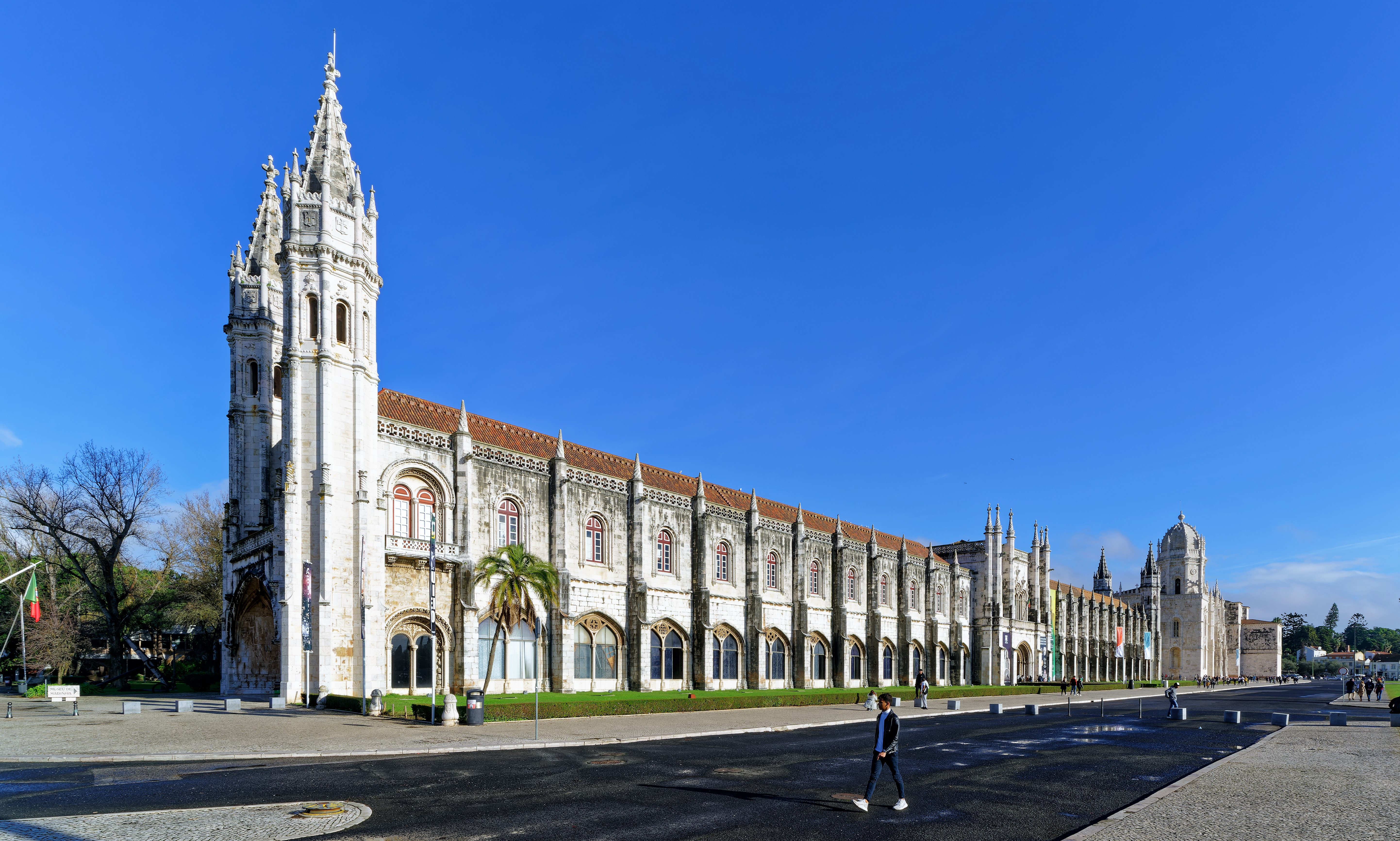
南西から
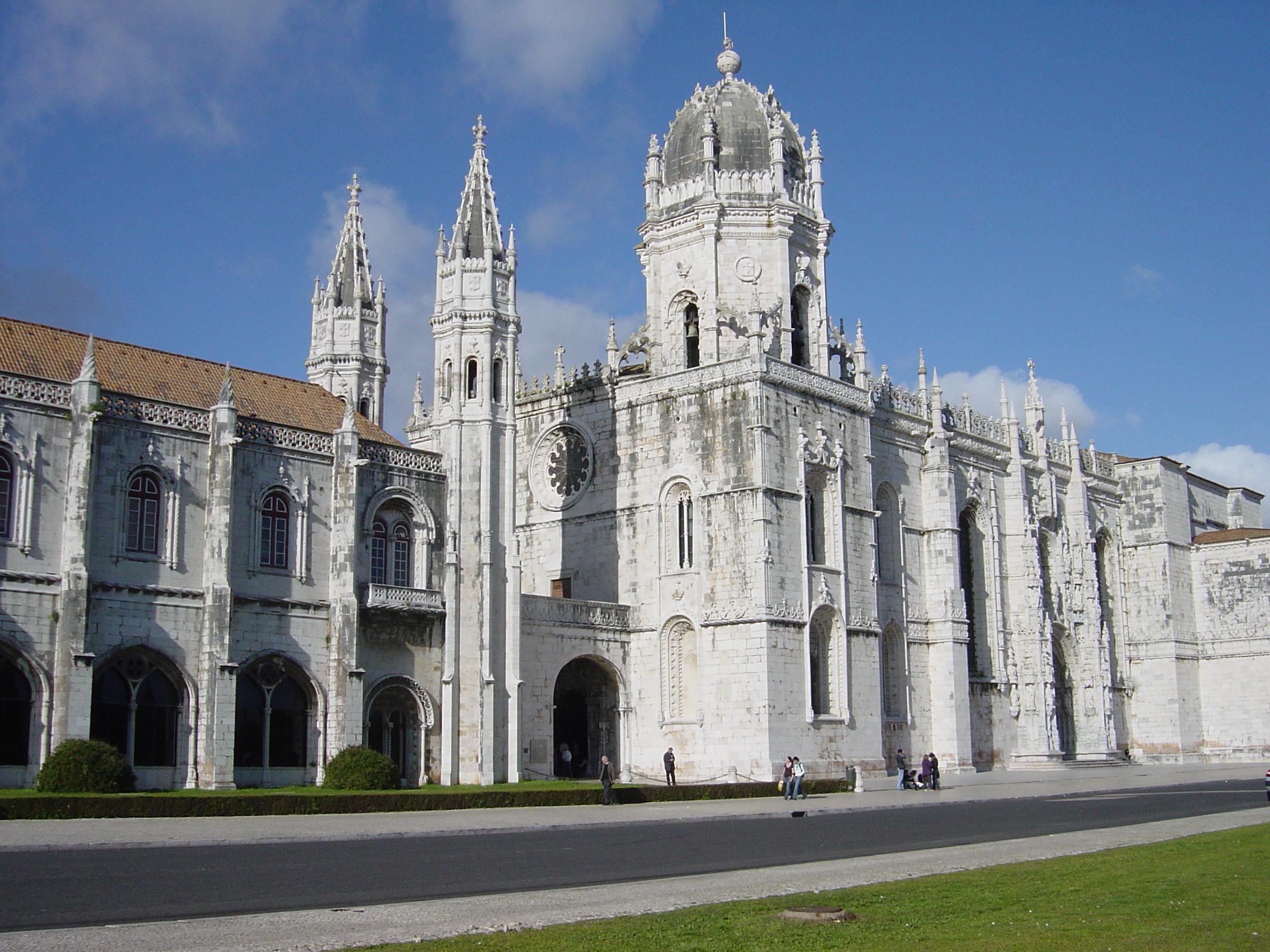
鐘塔
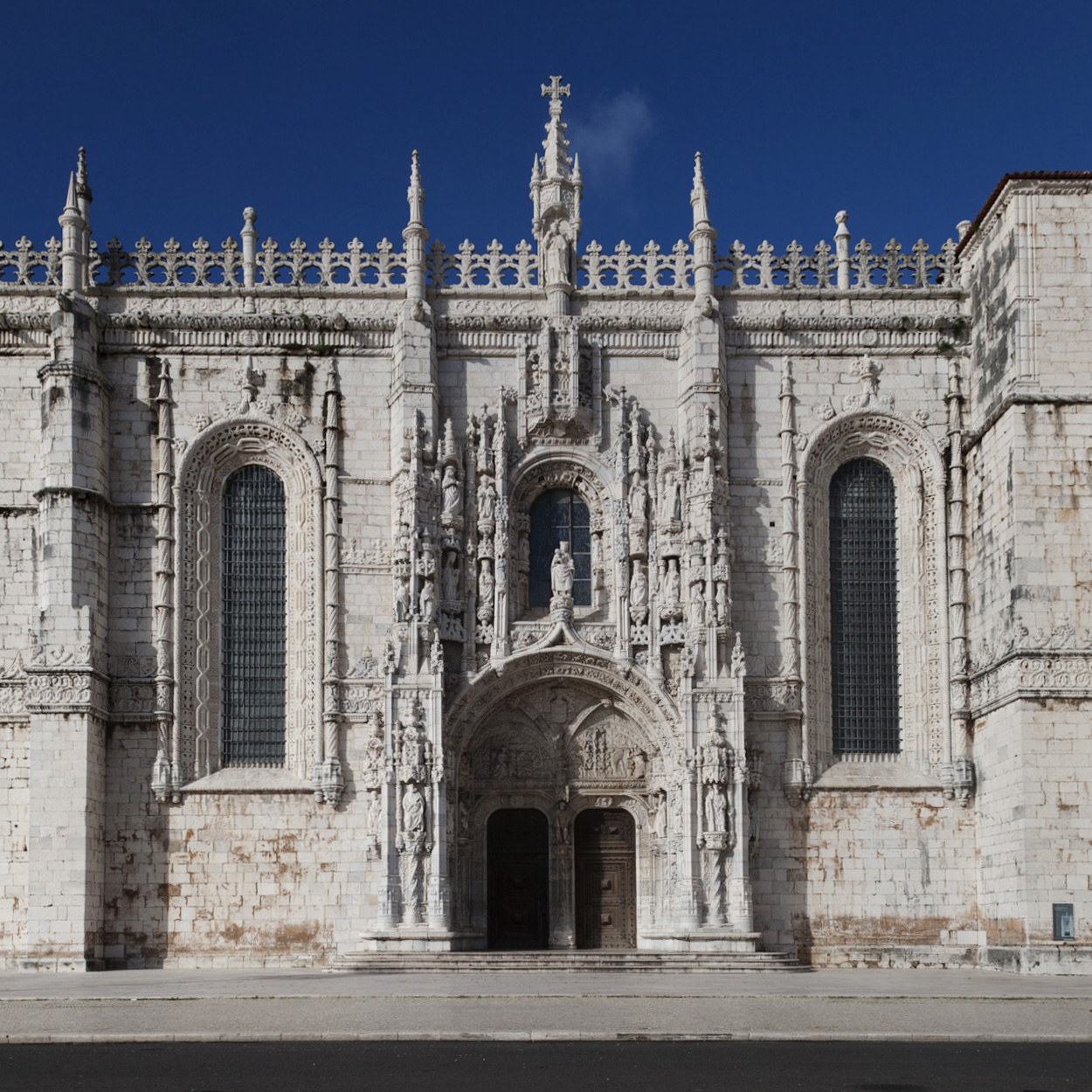
南口
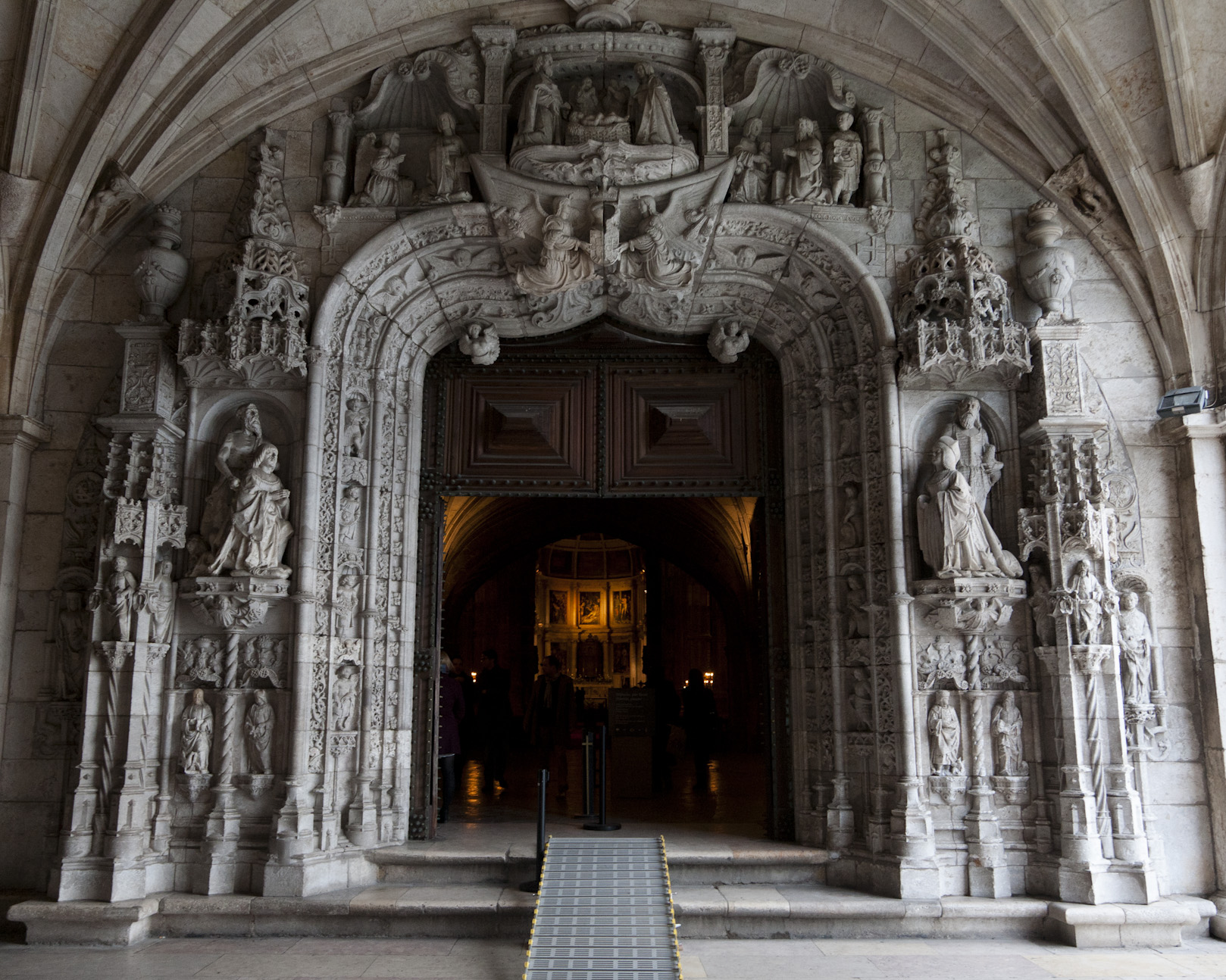
正面口
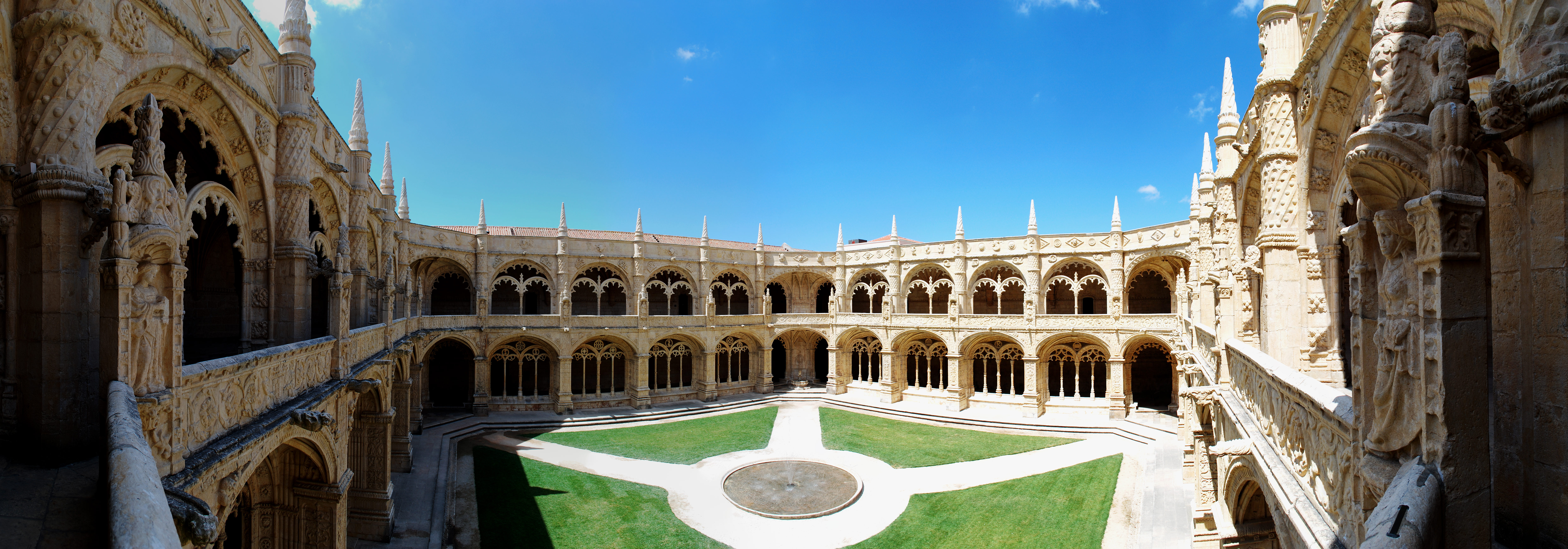
中庭と回廊
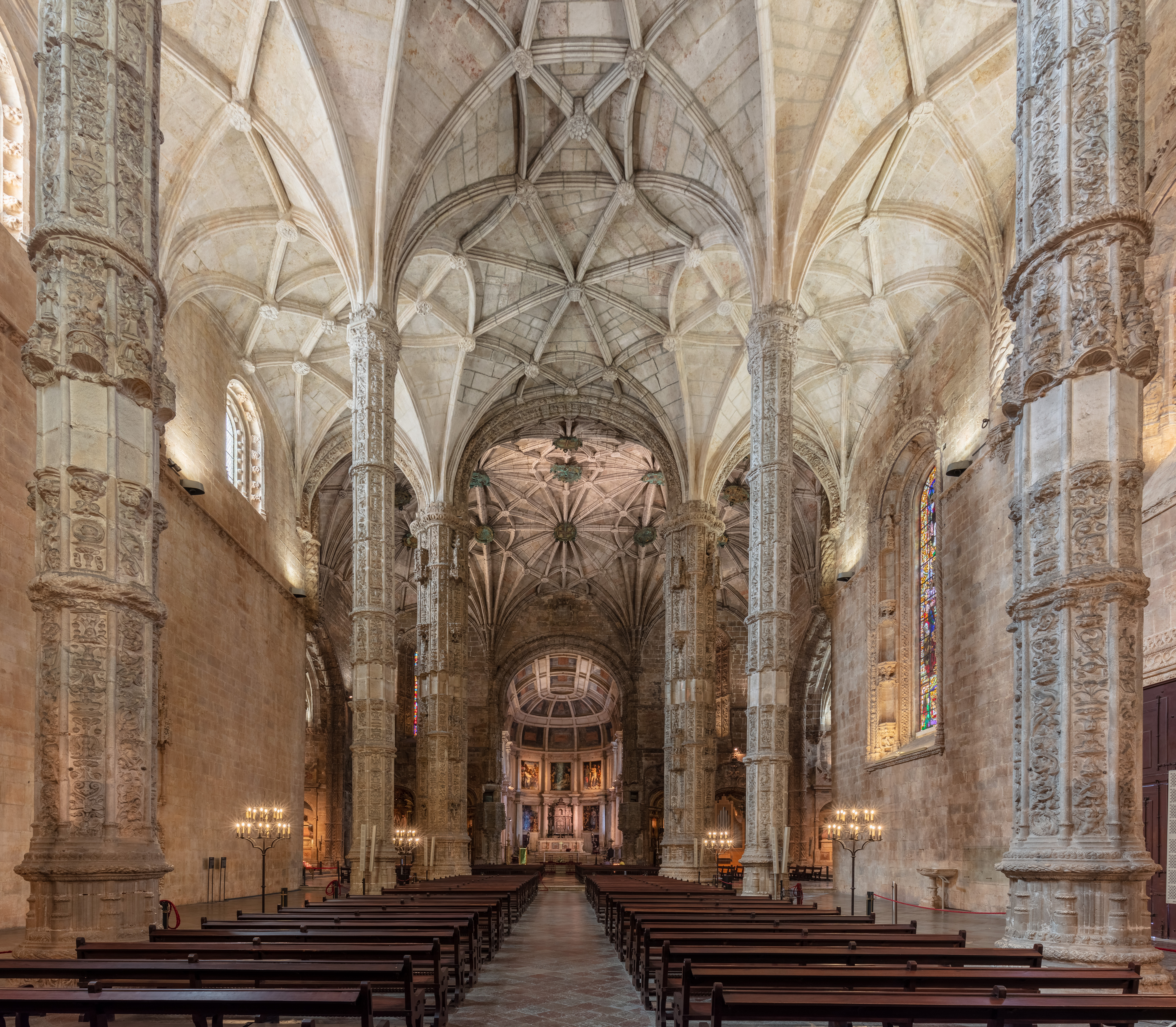
祭壇
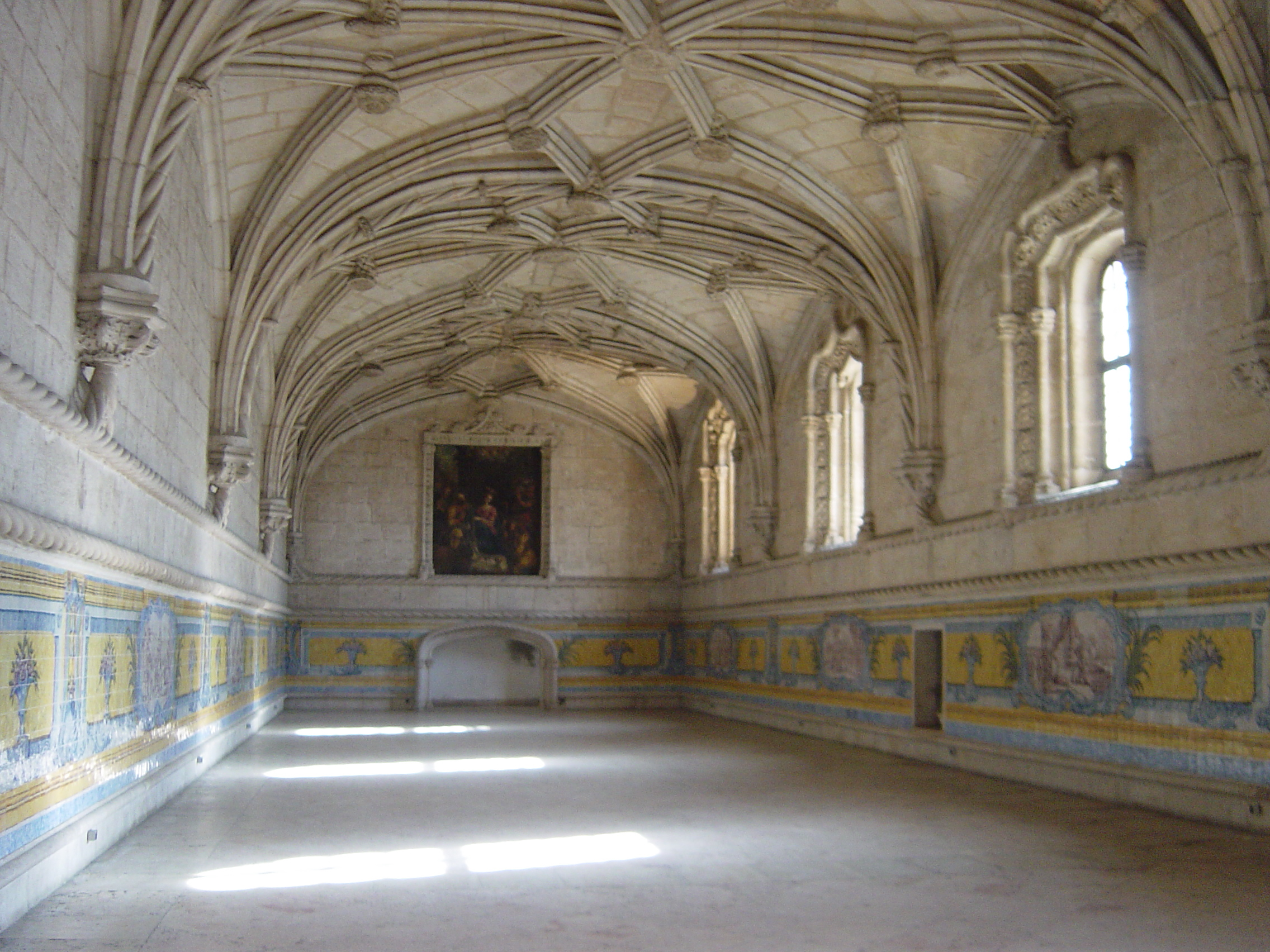
食堂
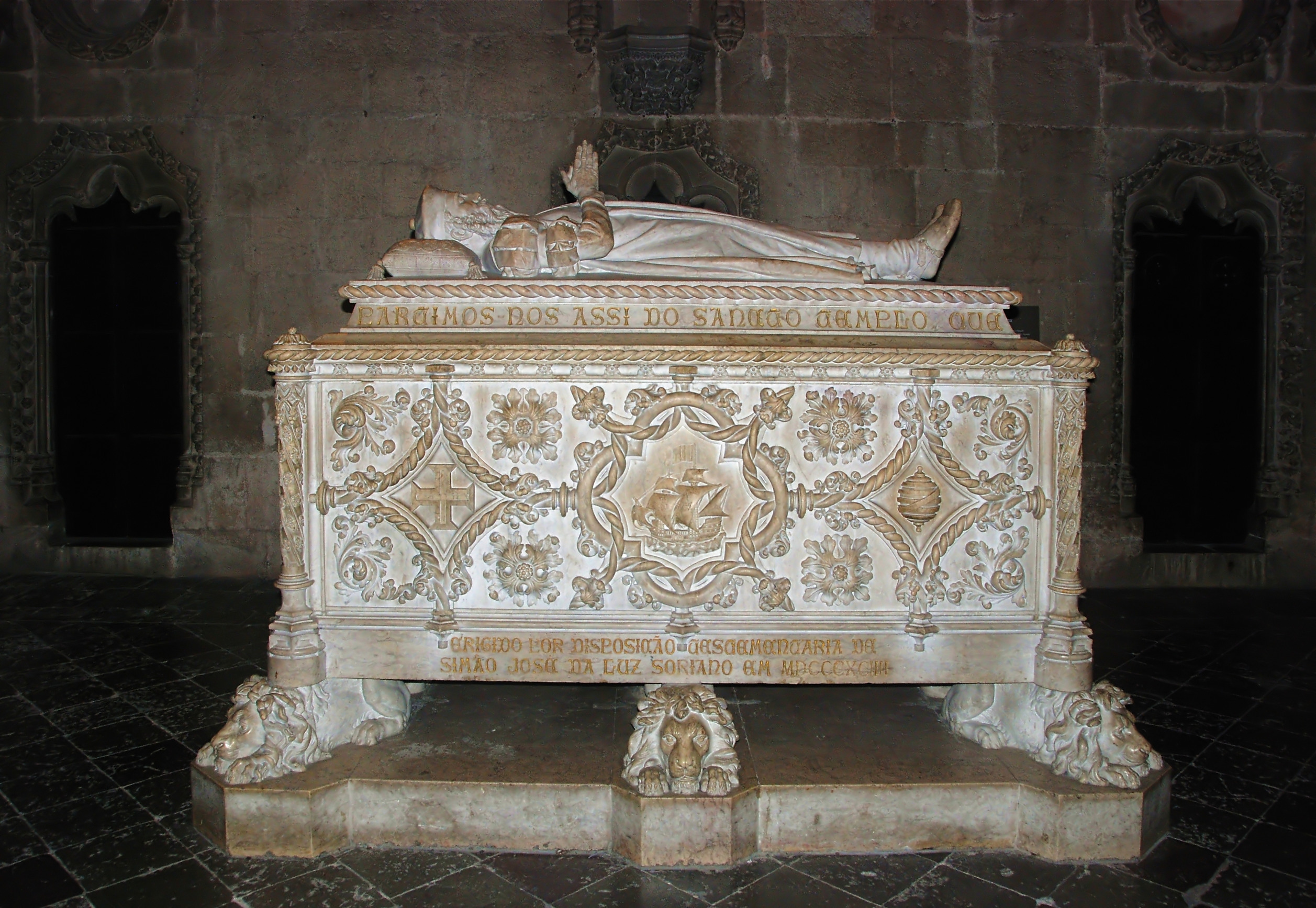
ヴァスコ・ダ・ガマの墓
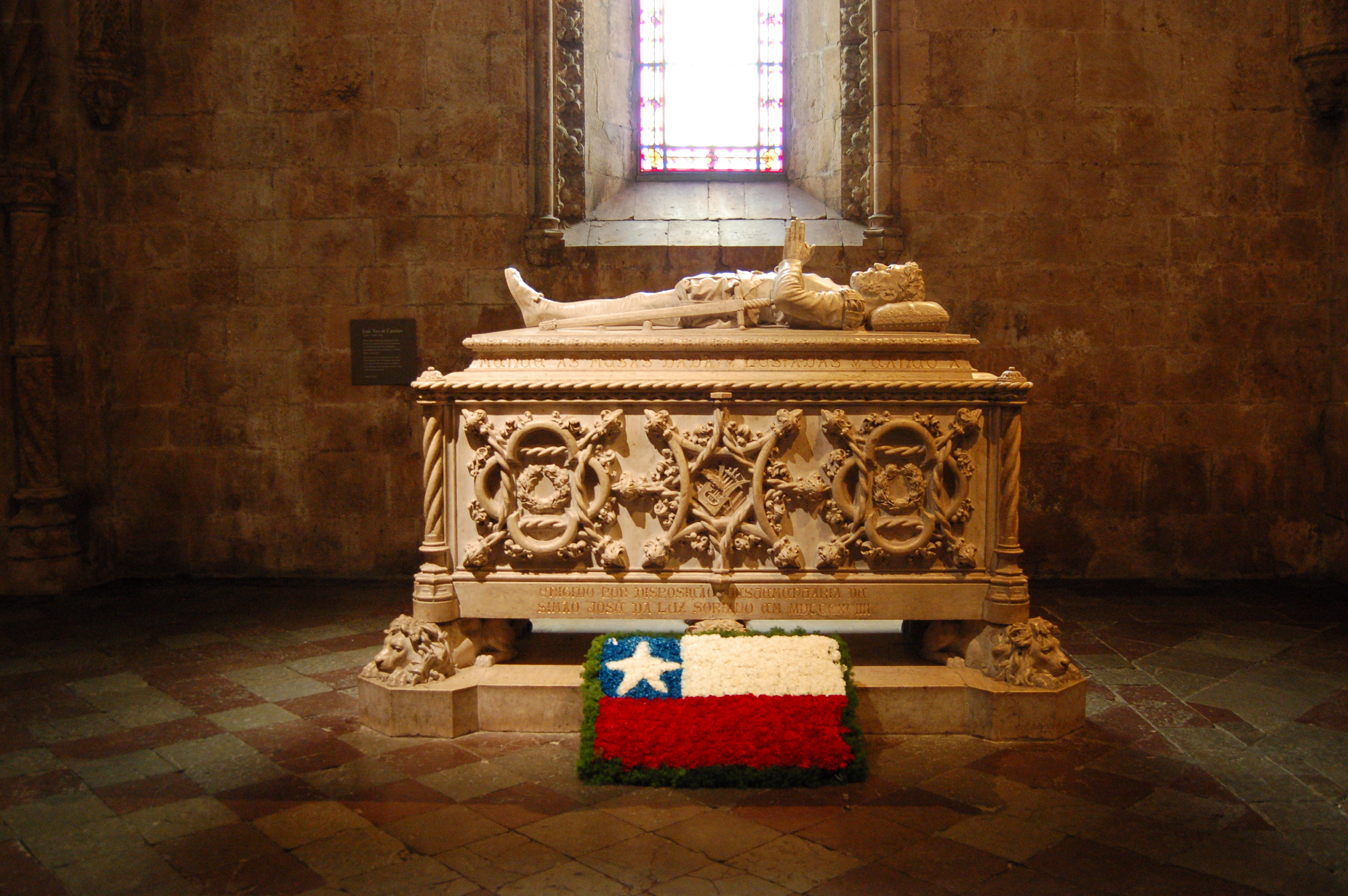
ルイス・デ・カモンイスの墓
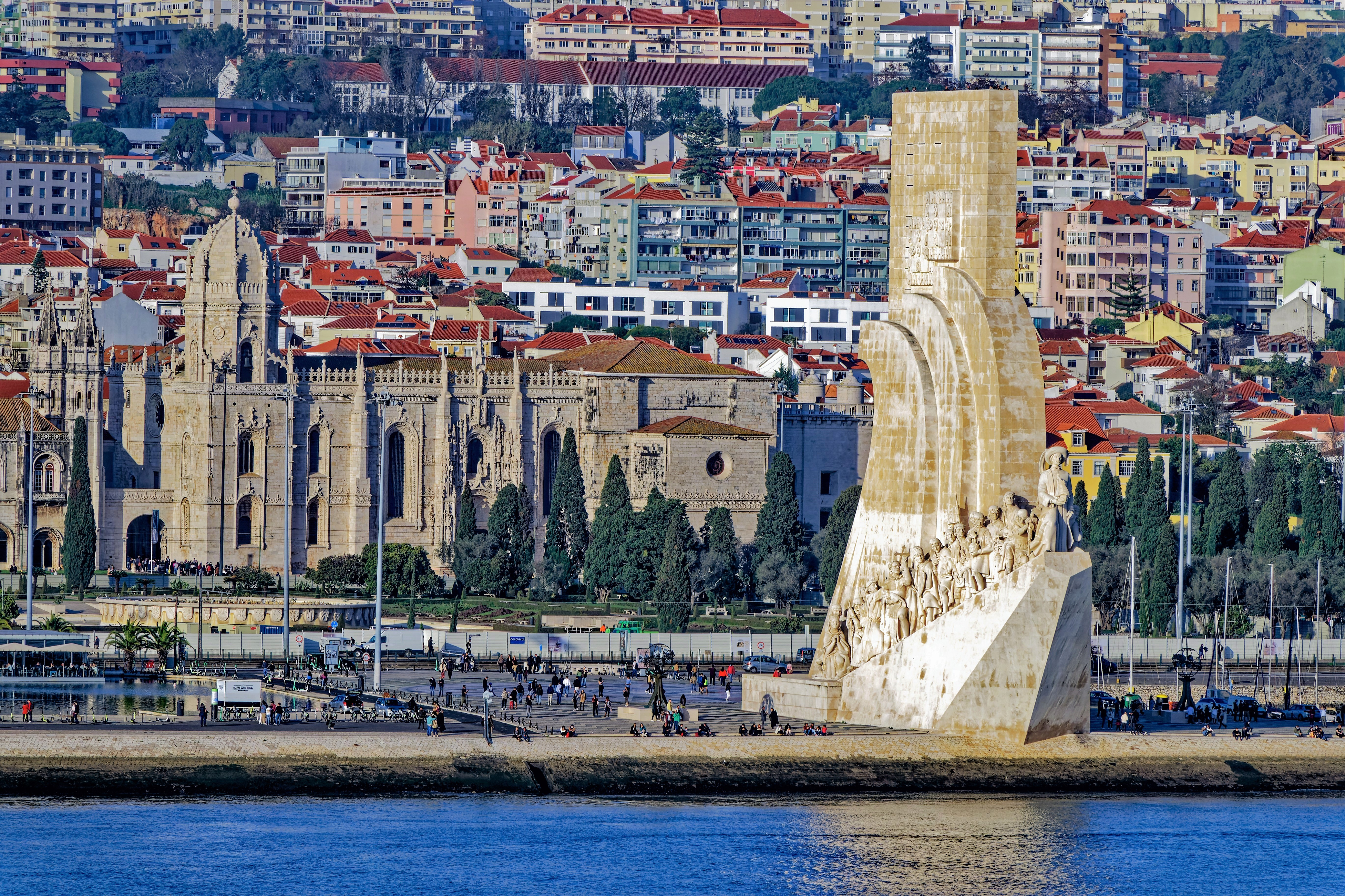
発見のモニュメントとジェロニモス修道院